# ベッド・P・ナンダ
ベッド・P・ナンダ（Ved.P.Nanda、1934年 - ）は、アメリカ合衆国の法学者、法律家。デンバー大学副学長、同大学法科大学院国際法学部長、世界法律家協会 の元会長、ジョン・エバンス大学教授、ソンプソンG.マーシュ法曹院教授。

## 生涯
1934年、インドのグジランワラ（現在はパキスタン）に生まれる。12歳の時にインドへ移動。パンジャブ大学、デリー大学、米国のノースウェスタン大学、エール大学に学ぶ。
アメリカ国際法協会の元名誉副会長、合衆国人権学会アドバイザー等々の要職を務めるなど、アメリカ合衆国を代表する法学者の一人である。
国連協会人権賞、反名誉毀損同盟公民権賞、世界法学者賞などを受賞している。
2009年現在、コロラド州のデンバー大学副学長、ジョン・エバンス大学教授、ソンプソンG.マーシュ法曹院の教授である。デンバー大学にはナンダの名を冠した研究所がある。
国際法などの分野で23冊の著書（共著を含む）がある。テレビやラジオ番組にゲストとして、しばしば招かれるほか「デンバー・ポスト」紙に国際問題についての記事を寄稿している。